# Abtei Sainte-Marie de Lagrasse

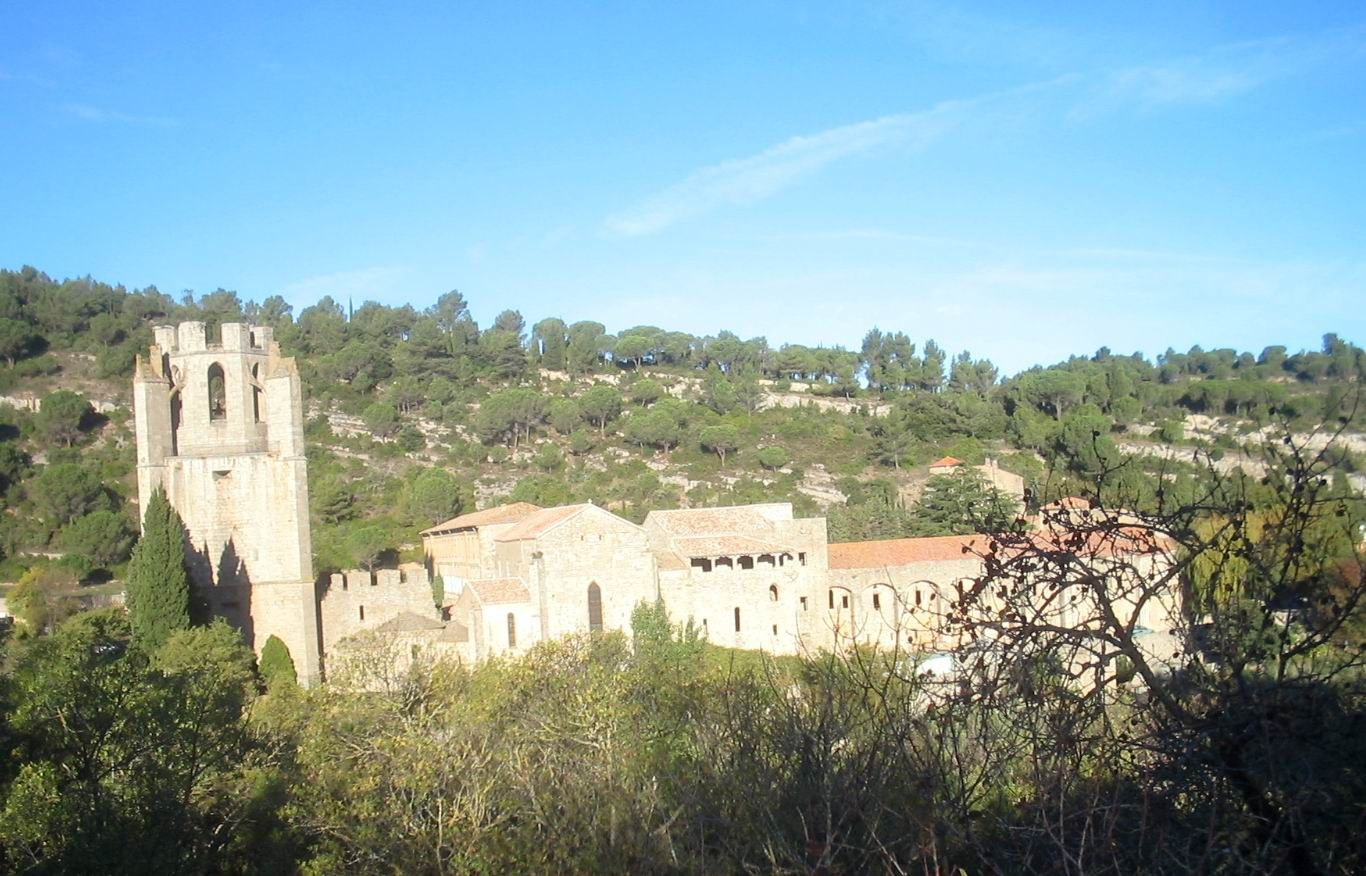
Abtei von Lagrasse

Die Abtei Sainte-Marie de Lagrasse, auch Sainte-Marie d’Orbieu ist heute ein reguliertes Chorherrenstift der Regularkanoniker von Lagrasse und ehemalige Benediktinerabtei und liegt in der französischen Gemeinde Lagrasse im Département Aude in der Region Okzitanien, ca. 30 km südöstlich von Carcassonne.

## Aus der Klostergeschichte
Der Vorgängerbau, ein einfaches Kloster, dessen Gründungsdatum unbekannt ist, wurde 779 im Auftrag Karls des Großen vom ersten Abt Nebridius, der später Erzbischof von Narbonne wurde, errichtet.
Die Benediktinerabtei wurde das erste religiöse Zentrum im Languedoc. Deshalb stand sie unter dem besonderen Schutz des Kaisers. Die durch Schenkungen erworbenen Besitzungen der Abtei reichten von Albi im Norden bis Saragossa im Süden.
Im Laufe des 12. und 13. Jahrhunderts, während des Kreuzzugs gegen die Katharer, spielten die Äbte von Sainte-Marie eine ausgleichende Rolle. Dank des Einsatzes von Abt Benoît d’Alignan konnten die Städte Béziers und Carcassonne Frieden mit der Kirche und König Ludwig schließen, der sich dafür erkenntlich zeigte.
Von der ursprünglich reichen Ausstattung der Abtei zeugen einige Fragmente eines früheren Portals, die dem Meister von Cabestany (ein namentlich unbekannter Bildhauer des 12. Jahrhunderts) oder seiner Werkstatt zugeschrieben werden.
Im 13. und 14. Jahrhundert erlebte die Abtei jedoch eine Phase des Niedergangs, verursacht durch den Hundertjährigen Krieg. Die Abteikirche wurde deshalb im 14. Jahrhundert unter Abt Auger de Gogenx durch bis heute erhaltene Befestigungen gegen Plünderungen und Angriffe geschützt. Im 15. Jahrhundert erblühte das Kloster durch künstlerische Aktivitäten des Abtes Pierre d'Abzac de la Douze. 1502 wurde eine weltliche Verwaltung eingerichtet. Im 16. Jahrhundert begann Abt Philippe de Lévis mit dem Bau eines großen Glockenturmes, der aber nach seinem Tod im Jahre 1537 unvollendet blieb. 1662 erfolgte der Anschluss des Klosters an die Ordensgemeinschaft Saint-Maur. 

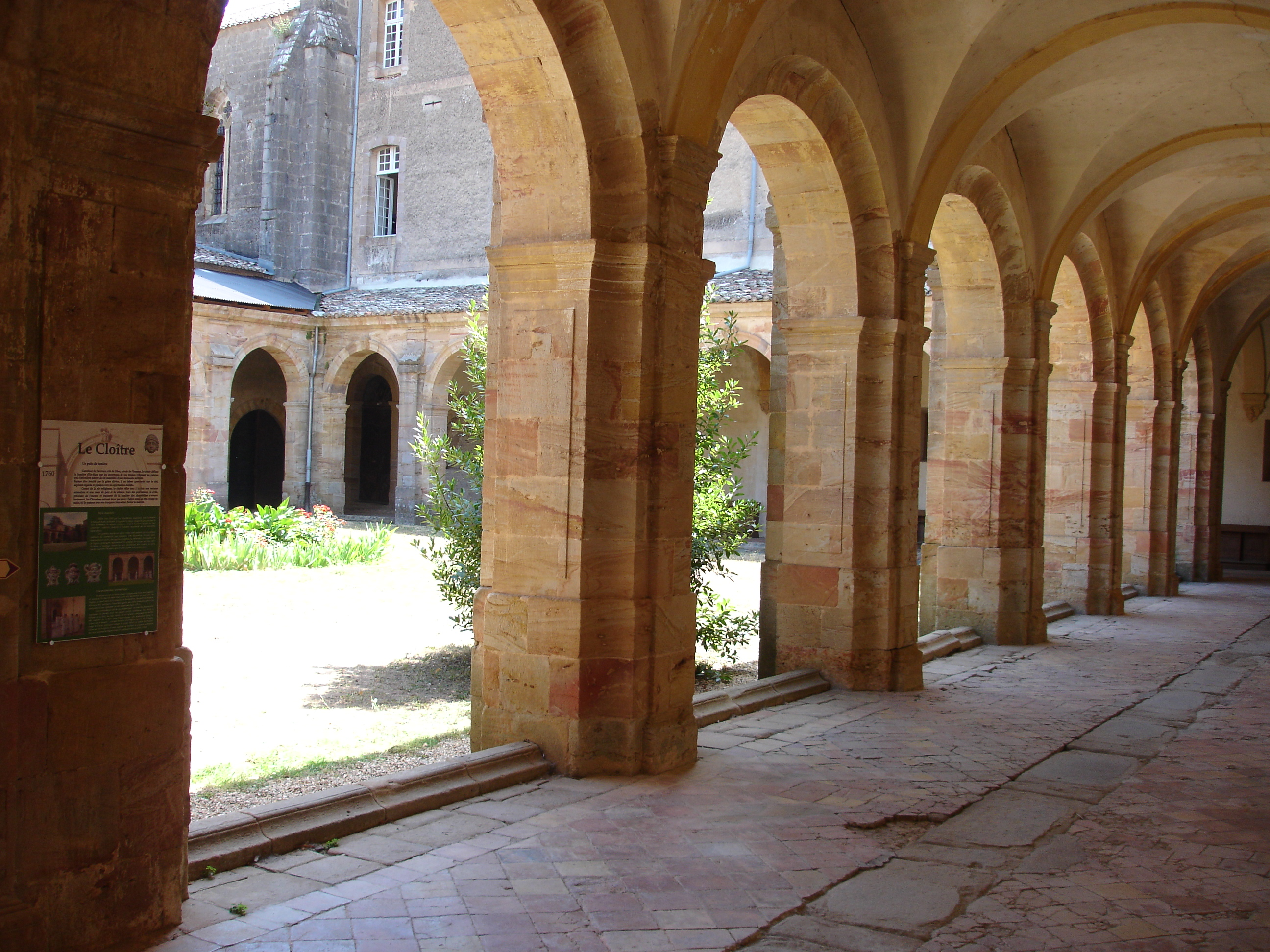
Kreuzgang

1721 wurde Armand Bazin de Bezons, der spätere Bischof von Carcassonne, Kommendatarabt in Lagrasse. Durch seine Initiative wurde das Kloster grundlegend umgestaltet. Ein Ehrenhof wurde errichtet, neue Konventsgebäude hinzugefügt und ein Kreuzgang im klassizistischen Stil angelegt. Dadurch ist die Abtei von Lagrasse bis auf den heutigen Tag eine der seltenen Klosteranlagen, in der mittelalterliche und klassizistische Bauelemente vereinigt sind.
1792, während der Französischen Revolution, wurde trotz Widerstandes der Bevölkerung das Kloster geschlossen, und die Mönche wurden vertrieben. Die Gebäude wurden geplündert und in zwei Teilen verkauft. Die Teilung ist bis heute erhalten.
1894 ließ sich wieder eine kleine Gemeinschaft von Ordensschwestern in den Gebäuden nieder. Bis auf den heutigen Tag gibt es religiöses Leben im Kloster.

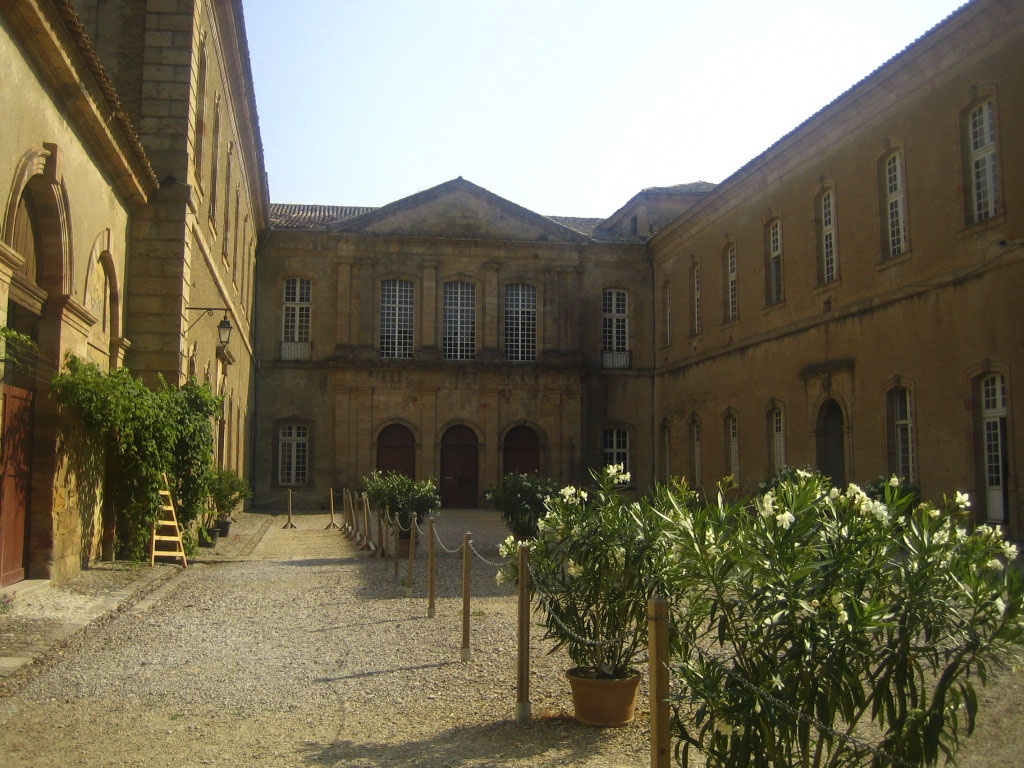
Klostergebäude
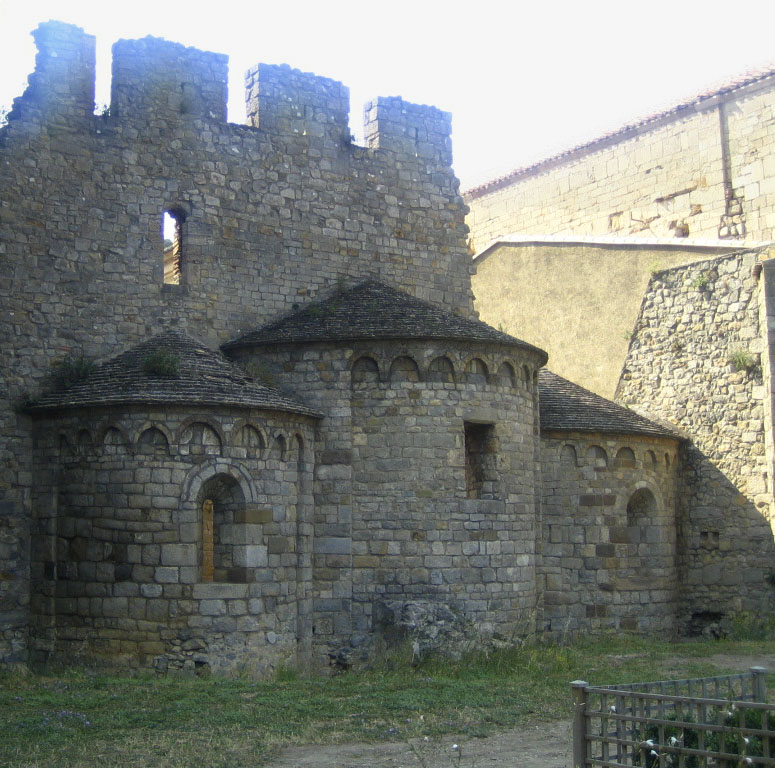
Apsiden der Kirche
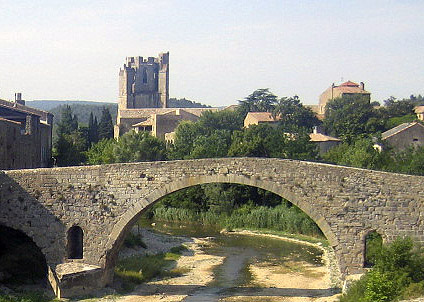
Gesamtansicht
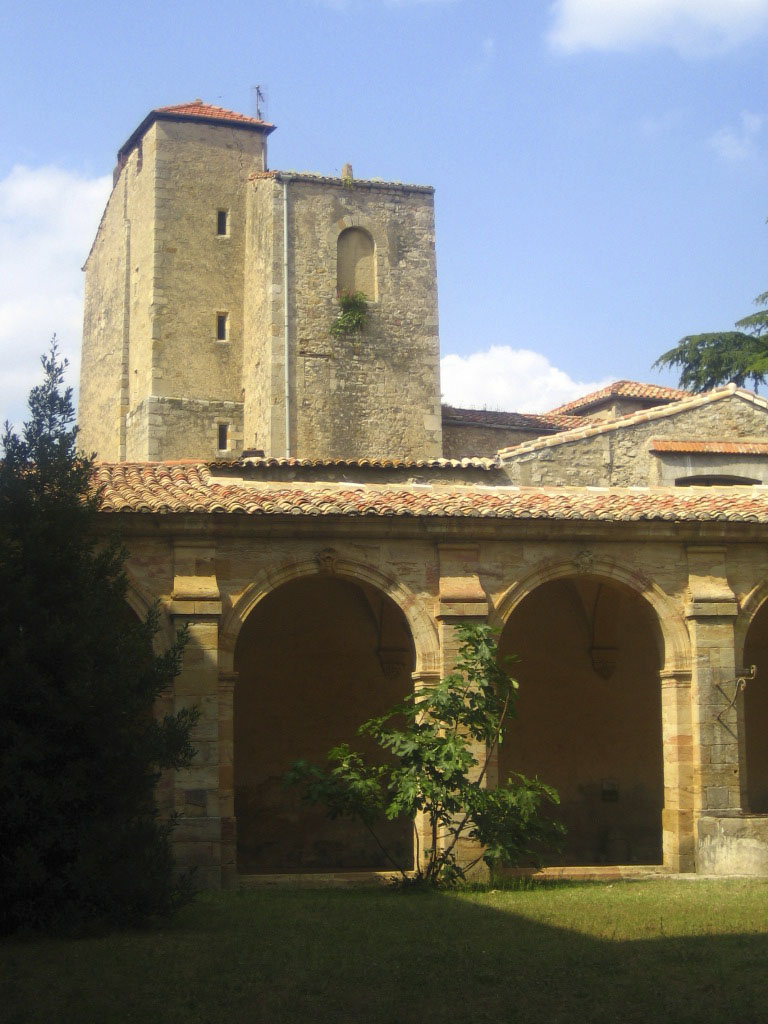
Klassizistischer Kreuzgang